# Pactye constanti
Pactye constanti – gatunek pluskwiaków z rzędu różnoskrzydłych i rodziny brudźcowatych.
Gatunek ten został opisany w 2011 roku przez Harry’ego Brailovskiego na podstawie 4 samców i 3 samic, odłowionych w 1995 roku przy pomocy odymiania koron drzew. Epitet gatunkowy nadano na cześć belgijskiego entomologa Jerome’a Constanta.
Pluskwiak o ciele długości 6,7 mm u samców i 8 mm u samic. Głowę, wierzch tułowia i sternity odwłoka ma błyszczące, natomiast półpokrywy, tergity odwłoka i jego listewkę brzeżną matowe. Na wierzchu ciała i odnóżach brak jest odstających włosów, co odróżnia go od pokrewnego P. ciconia. Głowa jest dłuższa niż szeroka, niepunktowana, osadzona na krótkiej i tęgiej jak na rodzaj szyi. Barwa głowy, tarczki i przedplecza jest czarna z wyjątkiem żółtawobiałej krawędzi tylnej tego ostatniego. Czułki mają pierwszy, trzeci, odsiebną połowę drugiego i wierzchołek czwartego członu ciemnokasztanowe, a dosiebną połowę drugiego członu i większość czwartego członu żółtawobiałe. Punktowania brak na przedpleczu, a na tarczce jest śladowe. Przykrywka i międzykrywka są ciemnobrązowe do czarnych z dużą, żółtawobiałą kropką na tej pierwszej. Biała zakrywka ma w części wierzchołkowej bladą, kasztanowopomarańczową plamę.
Owad endemiczny dla Papui-Nowej Gwinei, znany wyłącznie z prowincji Madang.